# Marc Colombat de L'Isère
Pour les articles homonymes, voir Colombat.
Marc Colombat de l'Isère, né le 28 juin 1797 à Vienne et mort le 10 juillet 1851 à Paris, est un médecin français.
Spécialiste en particulier des troubles de la voix et de la parole, il a inventé le terme orthophonie pour désigner leur correction. Il est l’inventeur du muthonome, instrument d’aide à la diction destiné à garder le rythme. 

## Biographie

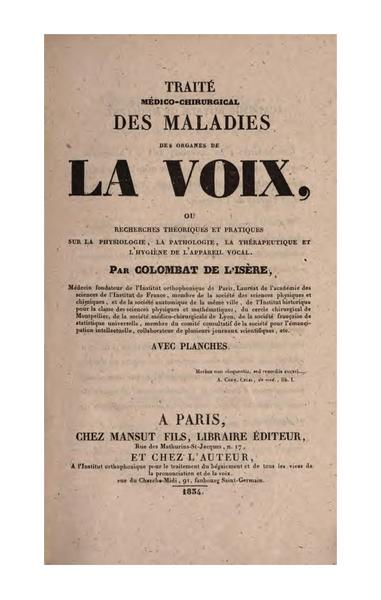
Traité médico-chirurgical des maladies des organes de la voix, ou recherches théoriques et pratiques sur la physiologie, la pathologie, la thérapeutique et l'hygiène de l'appareil vocal, Paris : Mansut fils, 1834.

Marc Colombat a fait ses études classiques au collège de Vienne en Isère. D’abord employé dans une maison de commerce, où il est placé contre son gré par son père, riche négociant, il part étudier le droit à Grenoble. Il est contraint d’abandonner ses études après avoir participé aux manifestations de 1821. Il est arrêté, jugé à Besançon et condamné à deux ans de prison ; il obtient sa libération en vendant tous les biens de son père et se réfugie en Suisse. Rentré en France sous un faux nom en 1824, il devient l'élève du Dr Prunelle à Montpellier, puis poursuit ses études de médecine à Lyon, Strasbourg et Paris, où il passe sa thèse en 1828.
S’intéressant à la physiologie des organes phonateurs, il étudie spécialement le bégaiement, crée l'Institut orthophonique en 1830, destiné à traiter essentiellement le bégaiement mais aussi « toutes les maladies de la voix ». Il publie divers ouvrages consacrés à l’orthophonie, la phonologie, la chirurgie ou la médecine.
Chevalier de la Légion d’honneur, il meurt à Paris le 20 juin 1851, après une longue maladie qui l’avait privé de l’usage de la parole.

## Publications
- Traité de tous les vices de la parole et en particulier du bégaiement, Paris, Béchet et Labé, 1840.
- Du bégaiement et de tous les autres vices de la parole traités par de nouvelles méthodes, Paris, Mansut fils, 1830 (en ligne).
- Du bégaiement et de tous les autres vices de la parole traités par de nouvelles méthodes, deuxième édition, 1831, précédée d'un rapport fait à l'Académie de médecine par Jean Itard, Marc, Jean-Etienne Esquirol et Hervez de Chégoin (en ligne).
- Le Baume de copahu sans odeur ni saveur désagréables, administré sous la forme de dragées dans la blennorrhagie et la leucorrhée, 1832 (en ligne).
- Rêveries d'un convalescent, Paris, Mansut fils, 1833 (en ligne).
- Traité médico-chirurgical des maladies des organes de la voix, ou recherches théoriques et pratiques sur la physiologie, la pathologie, la thérapeutique et l'hygiène de l'appareil vocal, Paris, Mansut fils, 1834 (en ligne).
- Mémoire sur l'histoire physiologique de la ventriloquie, ou Engastrimysme, Paris, 1840 (en ligne).
- Réponse au Dr Becquerel, ou Réfutation de son traité du bégaiement, 1844 (en ligne).